# Minas (departement van Córdoba)
Minas is een departement in de Argentijnse provincie Córdoba. Het departement (Spaans: departamento) heeft een oppervlakte van 3.730 km² en telt 4.881 inwoners.

## Plaatsen in departement Minas
- Ciénaga del Coro
- El Chacho
- Estancia de Guadalupe
- Guasapampa
- La Playa
- San Carlos Minas
- Talaini
- Tosno